# Deichking
Der Deichking ist ein unabhängiges norddeutsches Filmprojekt von Michael Söth, in dem viele Stars der norddeutschen Musikszene weitgehend unentgeltlich auftreten. Der Film stellt Elemente der norddeutschen Lebensart dar. Die Dreharbeiten fanden im August 2006 bei Elmshorn statt. Ein Vorläufer ist der Deichelvis aus dem Jahr 1995, der in Insiderkreisen Kultstatus erlangt hat.

## Handlung
Hauptcharakter des Filmes ist der Landwirt Fiete Hansen (John Barron), der in einem kleinen Dorf namens Kollmar direkt am Elbdeich wohnt. Eines Tages verliebt er sich in Susi (Julia Köhn), durch die er den Rock ’n’ Roll kennenlernt. Durch den Rock ’n’ Roll inspiriert, will er raus aus dem kleinen Dorf und die Welt sehen.

## Besonderheit
Ein „Special“ des Projektes war, dass man selber als „kleiner Filmproduzent“ auftreten konnte. Für einen Beitrag von 75 € zur Finanzierung des Films bekam man ein Fanset (inklusive einer DVD des Films) und falls gewünscht eine Erwähnung im Abspann des Films.

## Auszeichnungen
- NORD AWARD 2009